# Marloes van den Heuvel
Marloes van den Heuvel (Oss, 24 januari 1956) is een Nederlandse (musical- en stem)actrice en stemregisseuse.

## Opleiding
Marloes van den Heuvel rondde in 1978 de studie fysiotherapie af.
Van den Heuvel studeerde in 1981 af aan de Academie voor Kleinkunst.

## Theater
| Jaartal     | Titel                              | Rol                                                                       | Producent                                           |
| ----------- | ---------------------------------- | ------------------------------------------------------------------------- | --------------------------------------------------- |
| 1980        | Wie z'n leven is het nou eigenlijk |                                                                           | Accolade Productions BV                             |
| 1982        | Gezusters Rozemeijer               |                                                                           | No Panic                                            |
| 1983        | De Liedjes                         |                                                                           | No Panic                                            |
| 1983        | Tango                              |                                                                           | No Panic                                            |
| 1983        | Mevrouw Smit doet het in d'r broek |                                                                           | Coöperatieve Theatervereniging Mevrouw Smit         |
| 1984        | Zonder Titel                       |                                                                           | Festival of Fools                                   |
| 1985        | De Anita's                         |                                                                           | De Anita's / Stichting van Z                        |
| 1985        | Brief Encounter                    |                                                                           |                                                     |
| 1986        | Publiek                            | Myrjam                                                                    | Mithras Produkties BV                               |
| 1986        | Stepping Out                       | Liesbeth                                                                  | Impresariaat Wim Visser                             |
| 1988        | Barnum                             | Charity Barnum                                                            | Joop van den Ende Toneelprodukties                  |
| 1989        | Prijs de beer                      | Annie                                                                     | Stichting Jeugdtheater Hofplein                     |
| 1989        | Geboren Vrienden / Bloedbroeders   | Mevrouw Lyons                                                             | John de Mol Producties                              |
| 1990        | Dear Fox                           | Hersinde                                                                  | Koninklijk Ballet van Vlaanderen                    |
| 1991        | Broadway Baby                      |                                                                           | Koninklijk Ballet van Vlaanderen                    |
| 1991        | Broadway Baby II                   |                                                                           | Koninklijk Ballet van Vlaanderen                    |
| 1992        | Hello Dolly                        | Irene Malloy                                                              | Koninklijk Ballet van Vlaanderen                    |
| 1992        | Hollywood by Night                 |                                                                           | Koninklijk Ballet van Vlaanderen                    |
| 1995        | De Gidsen                          | Coleta                                                                    | Stichting Engel Theaterprodukties                   |
| 1996        | Spooktrein                         | Elsie                                                                     | Michel Boersma Theaterproducties                    |
| 1996        | Mrs. Einstein                      |                                                                           | Stichting van Z                                     |
| 1999        | Stellaluna                         | Stellaluna                                                                | Speeltheater Holland                                |
| 1999        | Company                            | Jenny                                                                     | Koninklijk Ballet van Vlaanderen                    |
| 2001 - 2002 | Titanic                            | Ida Straus                                                                | Joop van den Ende Theaterproducties                 |
| 2005        | Overgang                           | Gina                                                                      | Stichting De Nel                                    |
| 2003        | Dolfje Weerwolfje                  | Mevrouw Krijtjes                                                          | Theater Terra                                       |
| 2007        | Overgang (Reprise)                 | Gina                                                                      | Stichting De Nel                                    |
| 2008 - 2009 | Ciske de Rat                       | Tante Chris / Understudy moeder Vrijmoeth                                 | Joop van den Ende Theaterproducties                 |
| 2010 - 2011 | Je Anne                            | Edith Frank                                                               | Mark Vijn Theaterproducties                         |
| 2012        | Ik, Driss de musical               | Mevrouw van den Oever & Mevrouw Tielemans                                 | Stichting ’t Beemstervarken en Theater de Meervaart |
| 2013 - 2014 | Sister Act                         | Zuster Maria Huana / Understudy Moeder Overste / Understudy Maria Lazarus | Joop van den Ende Theaterproducties                 |
| 2014 - 2015 | Moeder, Ik Wil Bij De Revue        | Alternate Aagje van Woerkom / eerste understudy Riet Hoogdendoorn         | Joop van den Ende Theaterproducties                 |
| 2018 - 2019 | Medisch Centrum Best               | Hoofdzuster                                                               | Theater van de Klucht                               |

## Filmografie

### Film
| Jaartal | Titel                     | Rol                 |
| ------- | ------------------------- | ------------------- |
| 1989    | De Oude Snik              |                     |
| 1993    | Les Asociali              |                     |
| 1994    | Dansonata                 |                     |
| 1995    | Flodder 3                 | Liesbeth Vonk       |
| 1999    | De Rode Zwaan             | Moeder van Jacob    |
| 2001    | Ik ook van jou            | Moeder van Liesbeth |
| 2001    | Vroeger bestaat niet meer |                     |
| 2012    | De Overloper              | Advocate            |
| 2012    | De Groeten van Mike       | Moeder van Vincent  |
| 2013    | Spijt!                    | Lerares Frans       |
| 2014    | Pijnstillers!             | Jury van orkest     |

### Televisie
| Jaartal   | Titel                    | Rol                    | Zender/Omroep  | Opmerkingen                                     |
| --------- | ------------------------ | ---------------------- | -------------- | ----------------------------------------------- |
| 1993-1999 | Flodder                  | Liesbeth Vonk          | Veronica       | terugkerende gastrol                            |
| 1994      | 12 steden, 13 ongelukken |                        | VARA           | afl. Water en vuur / afl. Spaans voor beginners |
| 1994      | Seth & Fiona             | Helga Foster           | VARA           | afl. Een kwestie van goed mikken                |
| 1994      | SamSam                   | Mevrouw Kras           | RTL 4          | afl. Ik val op oudere mannen                    |
| 1994      | Het Klokhuis             |                        | NTR            | diverse rollen                                  |
| 1994-1995 | Vrouwenvleugel           | Akkie Dorrestijn       | RTL 4          | vaste rol                                       |
| 1994      | Onderweg naar Morgen     |                        | Veronica / BNN | gastrol                                         |
| 1995      | Coverstory               | Mevrouw Scholte        | NCRV           | afl. De nieuwe generatie                        |
| 1995      | Oppassen!!!              | Maya Vosman            | VARA           | afl. Inspectie                                  |
| 1995      | Lekker Lang Lusse        |                        | RTL 4          | gastrol                                         |
| 1996      | Westzijde Posse          | Maters                 | Veronica       |                                                 |
| 1997      | Zonder Ernst             | Moeder                 | NCRV           | afl. Kind noch kraai                            |
| 1998      | André's Comedy Club      |                        | RTL 4          | gastrol                                         |
| 1997-1998 | Het Zonnetje in Huis     | Josefine Derksen / Els | VARA / RTL 4   | afl. Bijwerkingen / afl. De verkeerde familie   |
| 2001      | Doei                     | Paulien                | EO             | afl. No business / afl. I remember              |
| 2010      | Verborgen Verhalen       | Moeder van Timo        | EO             | afl. Geheim: 1                                  |
| 2016      | Moordvrouw               | Rechter van Vliet      | RTL 4          | afl. Uit de droom                               |
| 2018      | De Luizenmoeder          | Wilma                  | AVROTROS       | afl. Afspraak is afspraak                       |
| 2021      | Mocro Maffia: Komtgoed   | kinderrechter          | Videoland      | af. En toen vloog die slot zo uit mijn hand..   |
| 2025      | De F*ckulteit            | Moeder van Anouk       | Videoland      | afl. Testis unus, testis nullus                 |

### Nasynchronisatie
| Titel                                      | Rol                                                     |
| ------------------------------------------ | ------------------------------------------------------- |
| Totally Spies                              | Meerdere Personages o.a. G.L.A.D.I.S., Helga Von Guggen |
| W.I.T.C.H.                                 | overige stemmen                                         |
| Winx Club                                  | Kalshara                                                |
| Bratz                                      | Burdine Maxwell                                         |
| Jim Button                                 | Mevrouw Knarstand                                       |
| Flint the Time Detective                   | Petra fina                                              |
| The Fairly OddParents                      | Fee Wanda                                               |
| American Dragon: Jake Long                 | Susan Long (Jakes moeder)                               |
| Curious George 2: Follow That Monkey!      | Overige stemmen                                         |
| The Good Dinosaur                          | Lurleane                                                |
| Toy Story 3                                | Mevrouw Aardappelhoofd                                  |
| Toy Story 4                                | Mevrouw Aardappelhoofd                                  |
| Hawaiian Vacation                          | Mevrouw Aardappelhoofd                                  |
| Small Fry                                  | Mevrouw Aardappelhoofd                                  |
| Buzz Lightyear                             | Mevrouw Aardappelhoofd                                  |
| A Bug's Life                               | Rosie                                                   |
| Princess Sissi                             | Keizerin Sofia                                          |
| The Lion King II                           | Volwassen Vitani                                        |
| Een luizenleven                            | Rosie                                                   |
| Monsters, Inc.                             | Mevrouw Flint                                           |
| Monsters at Work                           | Mevrouw Flint                                           |
| Ratatouille                                | Overige stemmen                                         |
| Coco                                       | Abuelita                                                |
| Star Wars Rebels                           | Gouverneur Arinhna Pryce                                |
| Star Wars: Tales of the Jedi               | Dorpsoudste                                             |
| Dumbo                                      | Overige stemmen                                         |
| Danny Phantom                              | Meerdere personages o.a. de Lunchdame, Dora Matteklop   |
| Het Mysterie van de Feeënprins (tekenfilm) | Overige stemmen                                         |
| Glitter Force (Netflix serie)              | Bruja                                                   |
| Barbie: Fairytopia (2005)                  | Azura                                                   |
| Huize Herrie                               | Scoots, e.a.                                            |
| De Casagrandes                             | Meerdere stemmen o.a. Mw Karnikki                       |
| SpongeBob SquarePants                      | Meerdere Stemmen                                        |
| Barbie en het Diamantkasteel (2008)        | Meerdere Personages o.a. oude vrouw, Dori, Phedra       |
| Wonka                                      | Mevrouw Scrubbit                                        |
| Binnestebuiten 2                           | Mam's Woede                                             |

Behalve aan bovenstaande series en films verleende Van den Heuvel haar stem onder andere ook aan:
- Het Dappere Broodroostertje
- Air Bud: Golden Receiver
- Beertje Paddington
- TaleSpin
- Babe
- Phineas en Ferb
- SpongeBob SquarePants
- Huize Herrie - Scoots
- De Casagrandes
- De Kleine Zeemeermin
- De Zwanenprinses

Als regisseur was zij onder meer betrokken bij:
- My Life as a Teenage Robot
- Pieter Post
- Danny Phantom
- Tracey Beaker
- Little Bill
- Twins
- Bionicall III
- Delilah and Julius
- Pepper Ann

## Trivia
- In 1981 ontving zij de Pisuisse-prijs.
- Voor de voorstelling Gezusters Rozemeijer (1982) ontving zij een prijs voor Muziek & Decor.
- In 2008 speelde zij samen met haar zoon Gijs Blom, die de rol van kleine Ciske op zich nam in de musical Ciske de rat. Zij speelde de rol van tante Chris en was understudy voor Marie Vrijmoeth (de moeder van Ciske).
- In 2014 speelde ze opnieuw samen met haar zoon. Hij vertolkte de hoofdrol in Pijnstillers, waarin Van den Heuvel moest jureren bij een jeugdorkestauditie waar het hoofdpersonage (haar zoon) aan meedeed.